# 天鵝座OB2
天鵝座OB2是在我們的星系中最年輕的星團之一，並且是許多大質量恆星的家園，包括天鵝座OB2 #8和已知最明亮恆星之一的天鵝座OB2 #12。這個區域被夾在更廣大的恆星形成區天鵝座X之中，這是在天空的無線電波段中最明亮的天體之一。這個區域在天鵝座的方向上，距離地球大約4,700光年。
這個年輕的星團是已知最大的星團之一，並且是北半球最大的。雖然它的值量比著名的獵戶座星雲大了10倍，卻因為位於質量巨大的大裂縫後方，被遮蔽掉了許多恆星而鮮為人知。儘管如此，最近的調查，從無線電到X射線都觀察了這個區域，企圖對恆星和行星的形成獲得更深入的了解：相較於鄰近地區的這種小範圍內如何形成的過程，進而了解大尺度範圍內的形成。參與這項研究的有一些世界上主要的天文台，包括钱德拉X射线天文台、史匹哲太空望遠鏡和赫歇爾太空天文台。

## 外部連結
- Cygnus OB2（页面存档备份，存于）